# Sergio Riva
Sergio Riva (Scanzorosciate, 5 maggio 1924 – ...) è stato un allenatore di calcio e calciatore italiano, di ruolo centrocampista.

## Carriera

### Giocatore
Dopo aver militato nel settore giovanile dell'Atalanta, esordisce in prima squadra nella stagione 1945-1946, precisamente il 30 dicembre 1945, prendendo parte alla gara persa per 1-0 contro il Vicenza. Complessivamente disputa con la maglia nerazzurra 3 partite nel Campionato Alta Italia della Divisione Nazionale 1945-1946, per poi trasferirsi a fine campionato alla Cremonese, in Serie B. Nella sua prima stagione con la squadra grigiorossa disputa 19 partite, venendo riconfermato anche per la stagione 1947-1948, nella quale scende in campo 2 volte. Dopo un'ulteriore stagione da 3 presenze, che portano il totale con la Cremonese a quota 24, rimane svincolato.
In carriera ha giocato complessivamente 3 partite in Divisione Nazionale e 24 partite in Serie B.

### Allenatore
Nel 1967 viene scelto come allenatore per l'appena fondato Scanzorosciate, formazione del suo comune di origine (con la quale aveva anche giocato nella stagione 1950-1951, a livello dilettantistico); nella sua prima stagione vince il campionato bergamasco di Terza Categoria, dimettendosi poi dall'incarico a metà della stagione 1968-1969, disputata nel campionato lombardo di Seconda Categoria.

## Palmarès

### Allenatore

#### Competizioni provinciali
- Terza Categoria: 1

Scanzorosciate: 1967-1968